# Krokodiltårar
Krokodiltårar (Crocodili lachrymae på latin) är ett uttryck för hycklad eller spelad sorg. Uttrycket kommer från folkloristiska legender där det berättas om krokodiler som gråter för att locka till sig byten, eller krokodiler som gråter för de offer som de slukar. Den senare legenden finns dokumenterad ifrån 1200-talet då den engelske franciskanermunken Bartholomaeus Anglicus i sin skrift De proprietatibus rerum skrev:
"Om krokodilen hittar en man i vattenbrynet, eller vid en klippa, dödar han honom där om han kan, och gråter sedan över honom och slukar honom till slut."
Denna legend fick sedermera stor spridning på 1300-talet genom berättelserna om Sir John Mandevilles resor. Legenden nämns även i Erasmus av Rotterdams Adagia från 1500-talet och i en dansk ABC-bok från 1770 står det under bokstaven "C": "Når crocodillen ynksomt græder, den allersnarest folk opæder".
Begreppet krokodiltårar nämns i Shakespeares Othello akt IV och i Henrik VI står det att läsa: "liksom krokodilen med falska tårar vandraren bedrager".
En vanlig missuppfattning är att krokodiltårar skulle betyda "stora tårar". Krokodiler kan dock gråta eftersom de har tårkörtlar, men inte på grund av att de är ledsna utan för att utsöndra natrium. De får i sig natrium i form av salt genom sin föda och av salter i vattnet.